# Чериктей
Чериктей — село в Усть-Алданском улусе Республики Саха (Якутия) РФ. Образует сельское поселение Чериктейский наслег.

## География
Расположено на живописном берегу реки Алдан, недалеко от его устья.

## Население
| 2002 | 2010 | 2012 | 2013 | 2014 | 2015 | 2016 |
| ---- | ---- | ---- | ---- | ---- | ---- | ---- |
| 416  | ↗487 | ↘478 | ↘468 | ↗472 | ↘466 | ↘465 |
| 2017 | 2018 | 2019 | 2020 | 2021 |      |      |
| ↘460 | ↗478 | ↘477 | ↘473 | ↘462 |      |      |

Основные занятия местных жителей — сельское хозяйство и охота.

## Власть
Власть представлена в лице главы администрации МО «Чериктейский наслег» Карманова Федора Альбертовича.

## Инфраструктура
В селе работает средняя школа. Так же функционируют участковая больница, отделение почты и Центр культурно-спортивного досуга. Торговля представлена магазинами частных предпринимателей. Типичное якутское село, с очень красивой природой.